# 주한 영연방군
주한 영연방군(駐韓 英聯邦軍, 영어: British Commonwealth Forces Korea, BCFK)은 한국 전쟁에 참전하여 주둔하게 된 영연방 국가의 군대를 공식적으로 일컫는 말이다.

## 개요
주한 영연방군에는 오스트레일리아, 영국, 캐나다, 인도, 뉴질랜드의 군대가 포함되어 있었다. 하지만 영국 연방의 모든 유엔군 부대가 다 주한 영연방군의 일부가 되는 것은 아니었다. 대표적인 예로, 남아프리카 연방에서 유엔군 부대로 파병된 남아프리카 연방 공군 제2편대는 한국 전쟁 당시 P-51과 F-86 세이버를 운용했지만, 미국의 제18비행단 소속으로 배치되었다.

## 역사
1949년, 일본에 주둔하던 영연방 점령군에 소속된 오스트레일리아의 부대들이 대한민국에 처음으로 파병된 유엔군소속 병력이 되었다. 일본에서 행정적인 지원을 담당하다가 영연방이 군대를 파병하기로 결정한 것은 1950년 11월로, 이 때 주한 영연방군이라는 표현이 등장한다. 주한 영연방군의 사령관은 언제나 오스트레일리아 육군의 장교들이 맡았다. 첫 사령관은 호러스 로버트슨 중장이 맡았다. 영연방군 사령관과 유엔 최고사령부 간의 연락은 도쿄에 위치한 예하 본부에서 맡았다.
주한 영연방군이 운용되고 있을 때, 영연방군의 육상 병력 대부분은 영국 육군과 캐나다 육군으로 구성되어 있었으며 1951년 7월 영연방 제1사단이 창설되었다. 중장 윌리엄 브리지퍼드가 1951년 10월 로버트슨으로부터 사령부의 권한을 인계받았고, 주한 영연방군 제3대 사령관은 헨리 웰스가 맡았다. 또한 주한 영연방군에는 카투사과 비슷한 KATCOM이라는 대한민국의 군인들도 근무하게 되어있다.
주한 영연방군이 한국전쟁에 참전하게 되면서 대한민국과 영연방의 관계 또한 증진되었다. 대한민국 정부는 영국과 주한 영연방군에 대한 한화대여금 청산을 위한 대한민국 정부와 대영연합국 정부간의 협정을 체결하기도 하였다. 대한민국 정부는 이들의 공로를 기리고자 경기도 가평군에 1967년에 주한 영연방군 참전비를 기립하였다.

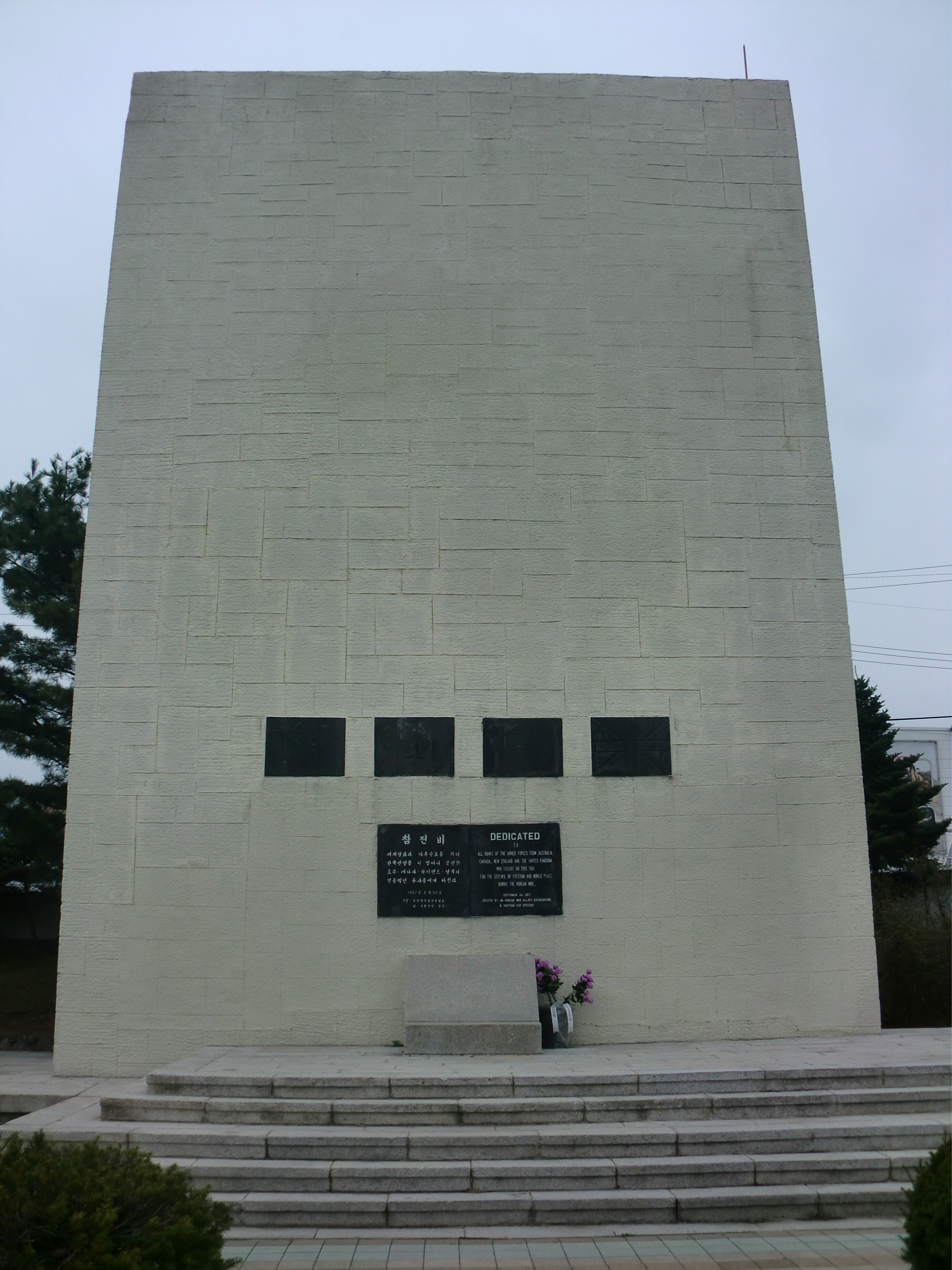
경기도 가평군에 있는 영연방 한국전 참전 기념비

## 편성
- 육군
  - 제27여단(1950년 ~ 1951년 4월)
    - 프린세스 패트리샤 캐나다 경보병연대

  - 제1사단(1951년 4월 ~ 1954년)
    - 캐나다 제25보병여단
    - 제28보병여단
    - 제29보병여단
    - 오스트레일리아 왕립 연대
    - 뉴질랜드 포병 왕립 연대
    - 인도 제60공수야전병원[5]
- 해군
  -  영국 해군
    - HMS 글로리 (R62)
    - HMS 오션 (R68)
    - HMS 테세우스 (R64)
    - HMS 트라이엄프 (R16)
    - HMS 유니콘 (I72)

  -  오스트레일리아 해군
    - HMAS 시드니 (R17)

  -  뉴질랜드 해군
    - 프리깃함 1척
- 공군
  -  오스트레일리아 공군 제77비행전대
    - 숏선더랜드

  -  캐나다 공군 수송대대

## 같이 보기
- KATCOM
- 영연방 한국전 참전 기념비
- 재한유엔기념공원
- 영국 한국전 참전 기념비
- 오스트레일리아 국립 전쟁기념관 한국전 참전비
- 가평 전투